# Сан-Жозе (футбольный клуб, Порту-Алегри)
«Сан-Жозе́» (порт. Esporte Clube São José) — бразильский футбольный клуб из города Порту-Алегри, столицы штата Риу-Гранди-ду-Сул.

## История
Клуб основан 13 мая 1913 года группой студентов-католиков Колледжа Сан-Жозе (Святого Иосифа). Широко распространено прозвище клуба «Зека», которое используется в том числе на официальном сайте команды.
Домашние матчи проводит на стадионе «Пассо Д’Ареа». Главными достижениями «Сан-Жозе» являются победы во втором дивизионе чемпионате штата Риу-Гранди-ду-Сул в 1963 и 1981 годах.
С 2019 года выступает в Серии C Бразилии.
Кроме футбола в спортивном клубе «Сан-Жозе» культивируются баскетбол, бочче, мини-футбол и роликобежный спорт.

## Достижения
- Третий призёр чемпионата штата Риу-Гранди-ду-Сул (1): 2018
- Чемпион второго дивизиона чемпионата штата Риу-Гранди-ду-Сул (2): 1963, 1981
- Обладатель Кубка Федерации футбола Гаушу (1): 2017